# Singles (álbum de Nirvana)
Singles es una caja recopilatoria de Nirvana lanzado en 1995, un año después de la muerte del líder de la banda Kurt Cobain, que incluye casi todos los sencillos en CD de los álbumes Nevermind («Smells Like Teen Spirit», «Come as You Are», «Lithium» e «In Bloom») e In Utero («Heart-Shaped Box» y «All Apologies/Rape Me»), los dos álbumes lanzados por medio de Geffen Records. No incluye el sencillo de «Pennyroyal Tea», que no fue lanzado oficialmente en abril de 1994 tras la muerte de Kurt Cobain, pero miles de sus copias fueron vendidas anticipadamente. Tampoco incluye varios de los sencillos lanzados previamente por la banda por medio de Sub Pop y Tupelo, tampoco incluye «About a Girl» de (MTV Unplugged in New York).
Por alguna razón este lanzamiento solo fue apto para la lista de sencillos de Francia, donde alcanzó el puesto 17.

## Sencillo de Smells Like Teen Spirit
1. «Smells Like Teen Spirit» (4:39)
2. «Even in His Youth» (3:06)
3. «Aneurysm» (4:46)

## Sencillo de Come as You Are
1. «Come as You Are» (3:42)
2. «Endless, Nameless» (6:46)
3. «School (Live)» (2:37)
4. «Drain You (Live)» (3:50)

## Sencillo de In Bloom
1. «In Bloom» (4:17)
2. «Sliver (Live)» (2:06)
3. «Polly (Live)» (2:47)

## Sencillo de Lithium
1. «Lithium» (4:19)
2. «Been a Son (Live)» (2:33)
3. «Curmudgeon» (2:58)

## Sencillo de Heart-Shaped Box
1. «Heart-Shaped Box» (4:41)
2. «Milk It» (3:54)
3. «Marigold» (2:34)

## Sencillo de All Apologies/Rape Me
1. «All Apologies» (3:50)
2. «Rape Me» (2:50)
3. «Moist Vagina»  (3:34)

Bonus Tracks
1. «Where Did You Sleep Last Night (Live)» (MTV Unplugged in New York) (5:08)